# Neriglissar
Neriglissar (akkadsky Nergal-šarra-usur, „Nergale, krále chraň“) byl čtvrtým novobabylonským králem z chaldejské dynastie. Vládl přibližně v letech 560–556 př. n. l. Byl to zeť krále Nabukadnezara II., velel babylonské armádě. Z trůnu sesadil Amél-Marduka a během svého panování se věnoval hlavně konsolidaci vnitřních poměrů v říši (rekonstrukce chrámů, paláců, zavlažovacích kanálů). Podnikl pouze jediné válečné tažení, a sice do Kilikie při pobřeží Středozemního moře. Na trůně jej vystřídal jeho syn Lábaši-Marduk.